# Sidy Koné
Sidy Koné, manchmal auch Sidi Koné, (* 6. Juni 1992 in Bamako) ist ein malischer ehemaliger Fußballspieler.

## Karriere

### Verein
Nachdem Sidy Koné drei Jahre lang in seiner Heimatstadt Bamako beim Jeanne d’Arc FC gespielt hatte, wanderte er 2010 nach Frankreich aus und ging in die Jugend von Olympique Lyon. In seinem ersten Jahr spielte er nicht nur für die Jugendmannschaft, sondern absolvierte auch dreizehn Spiele für die B-Mannschaft Lyon’s. Zur Saison 2011/12 wurde Koné von Trainer Rémi Garde für den Kader der Profimannschaft nominiert und bekam die Trikotnummer 22. Am 20. August 2011 bestritt er gegen Stade Brest sein Profispieldebüt, musste allerdings beim 1:1-Unentschieden aufgrund einer roten Karte frühzeitig das Feld verlassen. Im Januar 2013 wechselte er auf Leihbasis für ein halbes Jahr zum SM Caen.

### Nationalmannschaft
Koné war Teil der malischen U-20-Nationalmannschaft, welche an der U-20-Fußball-Afrikameisterschaft 2011 teilnahm und im Halbfinale am späteren Sieger Nigeria scheiterte. Obwohl er dem Team zum vierten Platz verhalf, wurde er nicht für die U-20-Fußball-Weltmeisterschaft 2011 nominiert. Am 4. August 2011 wurde er erstmals für ein A-Länderspiel nominiert und zwar für das Freundschaftsspiel gegen Tunesien. Bei der 2:4-Niederlage wurde er in der zweiten Halbzeit für Sambou Yatabaré eingewechselt.
Koné gehört zum 23-köpfigen Aufgebot für die Fußball-Afrikameisterschaft 2012.